# Cecile Sinclair
Cecile Sinclair (Manama, 21 febbraio 1987) è una modella inglese naturalizzata olandese, nota per essere la vincitrice della terza edizione del reality show Holland's Next Top Model.